# Brooklin (métro de São Paulo)
Pour les articles homonymes, voir Brooklin.
Brooklin (en portugais : Estação Brooklin) est une station de la ligne 5 (Lilas) du métro de São Paulo. Elle est située dans le quartier de Campo Belo à São Paulo au Brésil.
Mise en service en 2017 par le métro de São Paulo, elle est exploitée depuis 2018 par le concessionnaire ViaMobilidade.

## Situation sur le réseau

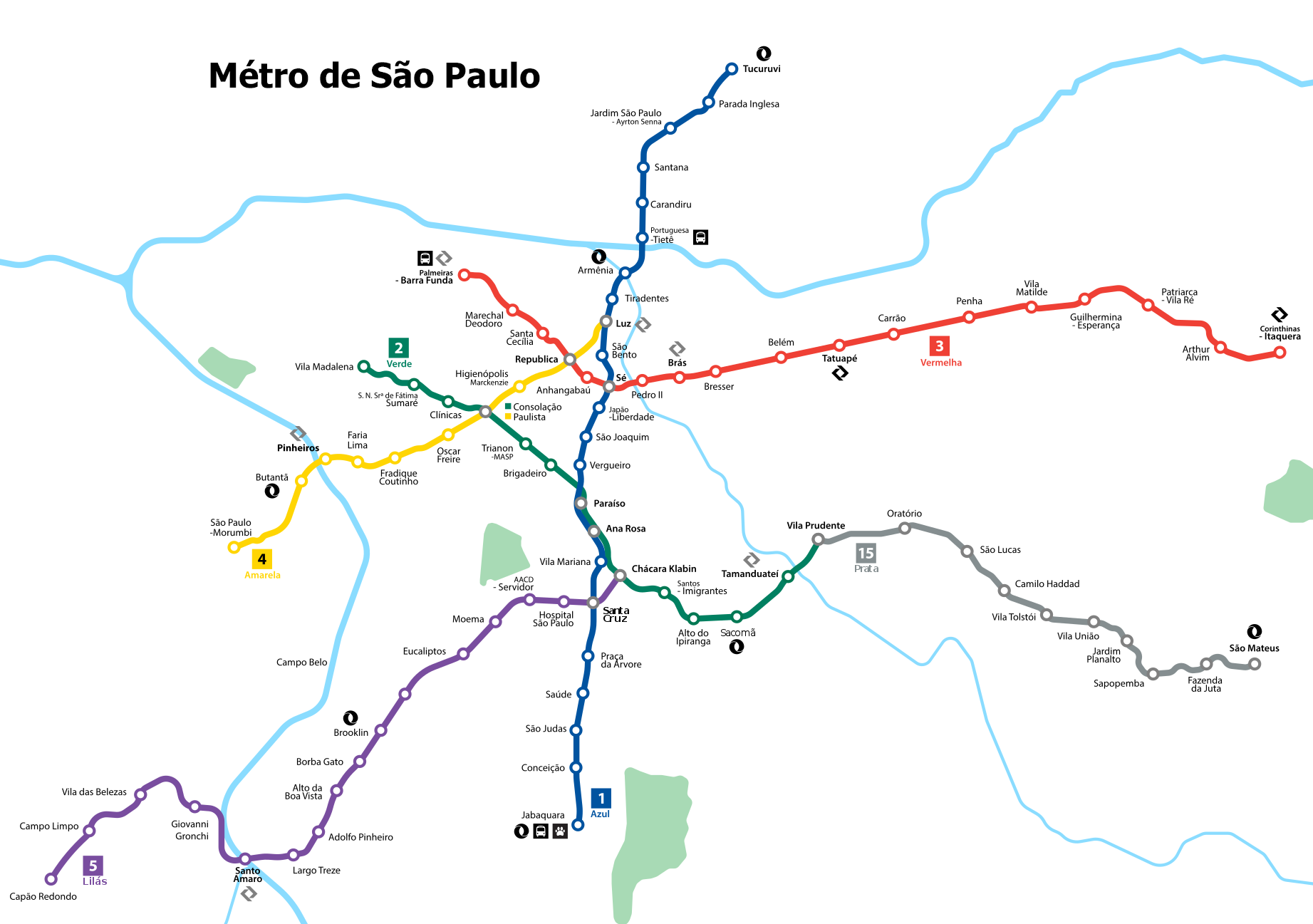
Plan du Métro de São Paulo 2020.

Établie en souterrain, la station Brooklin est située sur la ligne 5 (Lilas) entre les stations Borba Gato, en direction du terminus Capão Redondo, et Campo Belo, en direction du terminus Chácara Klabin.
Elle dispose d'un quai central encadré par les deux voies de la ligne.

## Histoire
La station Brooklin est mise en service le 6 septembre 2017, lors de l'ouverture du prolongement d'Adolfo Pinheiro à Brooklin, nouvelle station terminus. La station est construite à ciel ouvert en cinq puits sécants de grand diamètre. Réalisée en béton, qui reste apparent, elle dispose d'un dôme en acier verre qui couvre l'accès principal.

Le chantier de construction
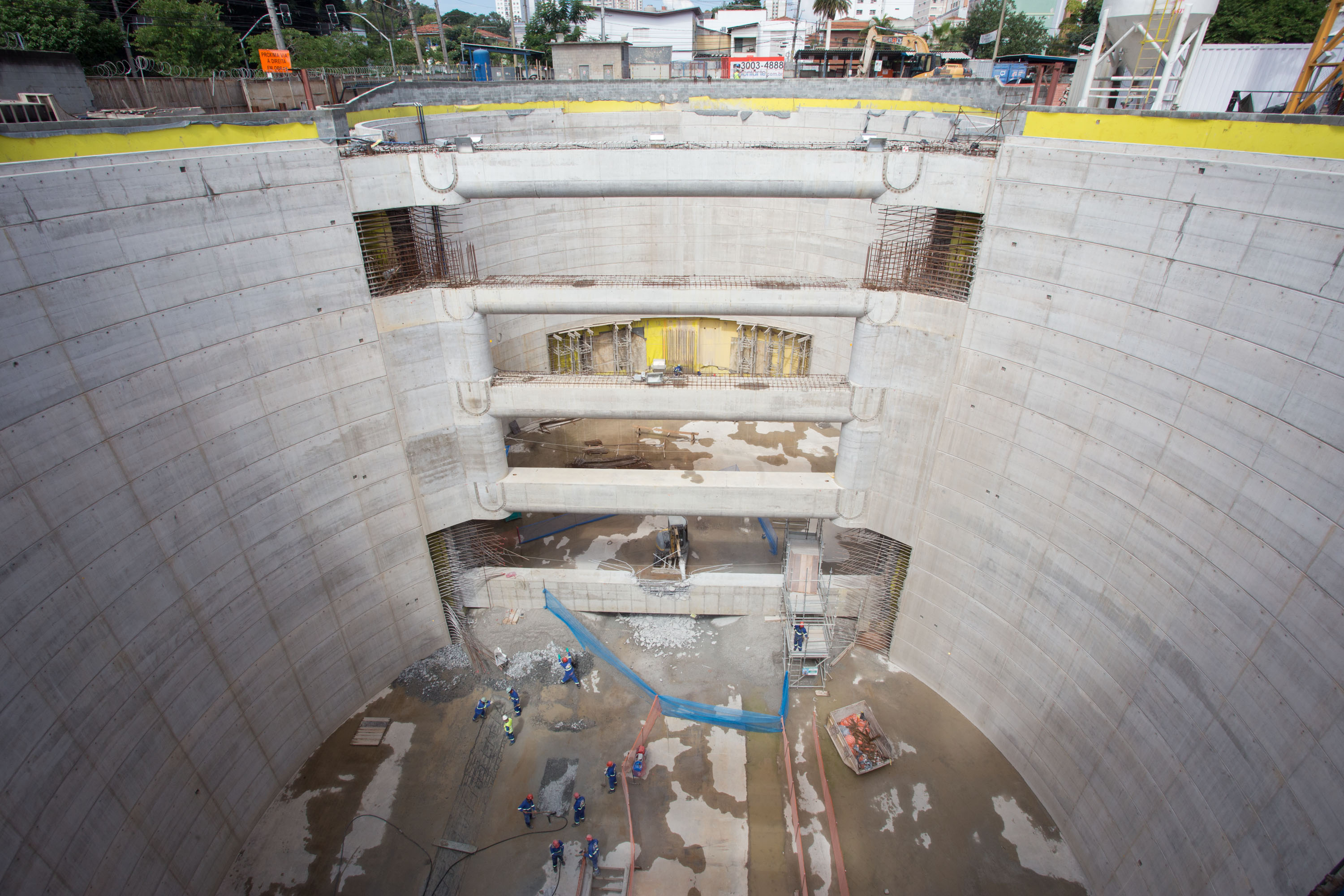
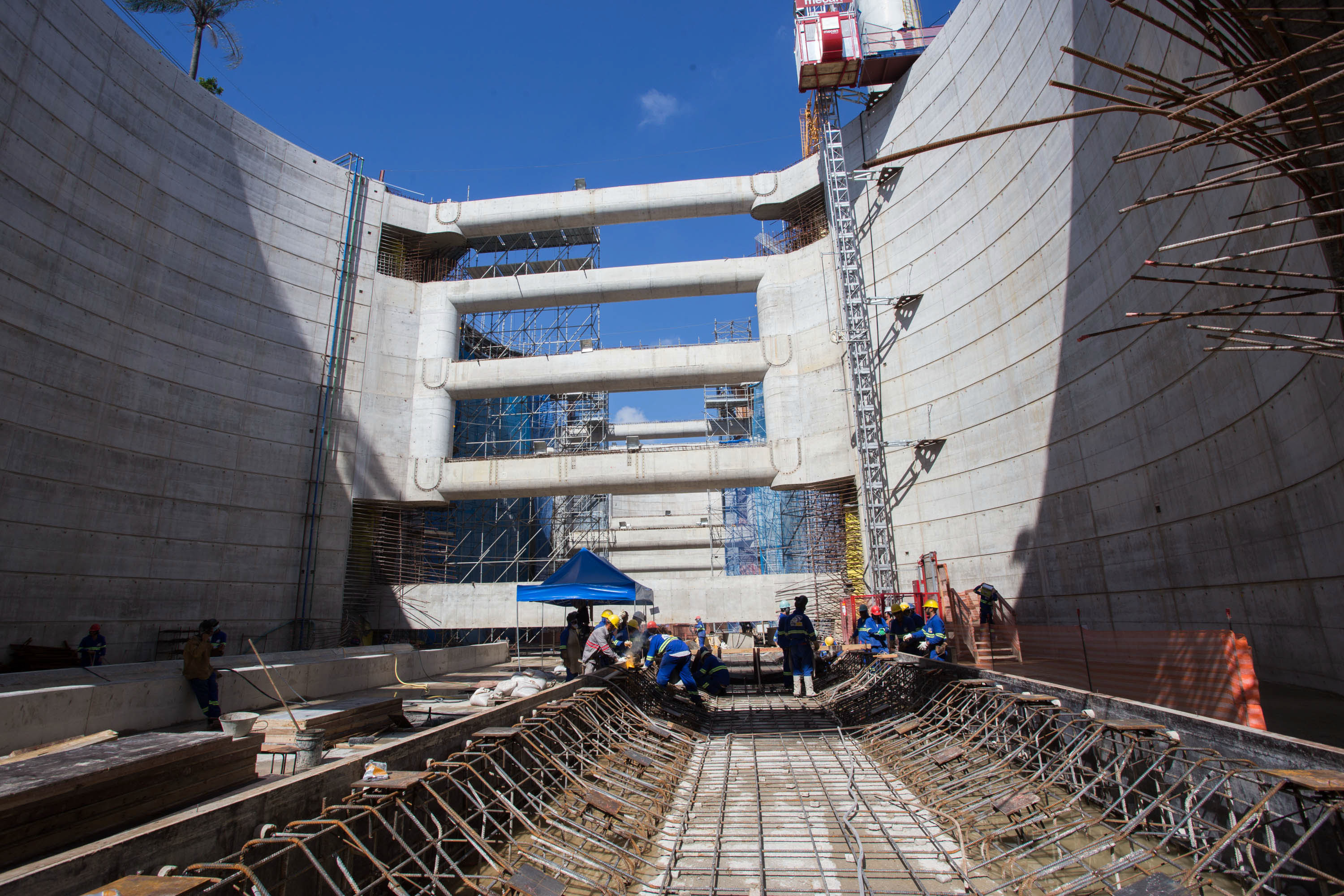
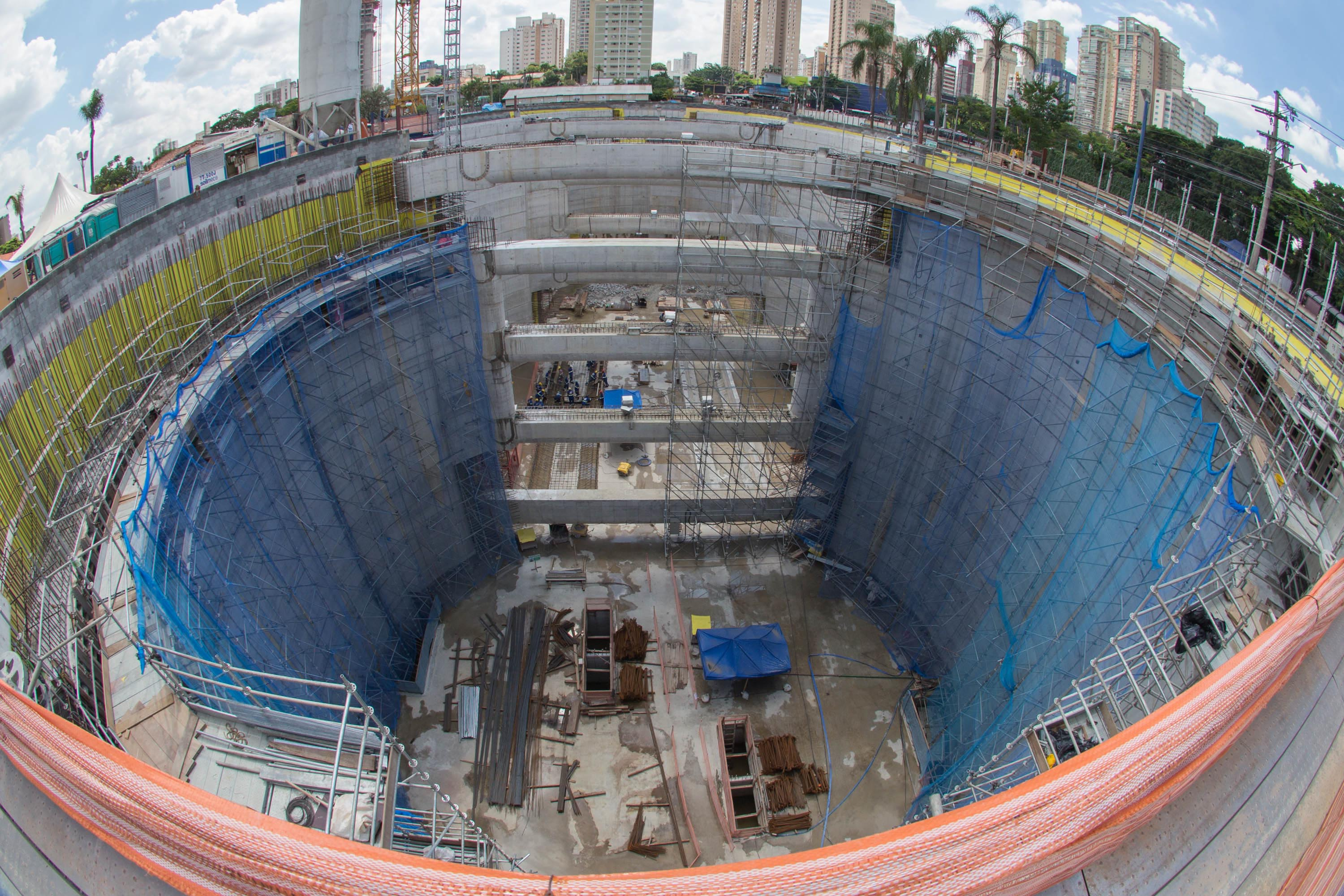

Elle devient une station de passage le 2 mars 2018, lors de l'ouverture du prolongement suivant de Brooklin à Campo Belo (alors dénommée Eucaliptos).

## Services aux voyageurs

### Accès et accueil
Elle dispose de deux accès équipés d'escaliers mécaniques et d'ascenseurs. La mezzanine du niveau -1, dispose de la billetterie, du contrôle d'accès et des distributions pour rejoindre le quai central, équipé de portes palières, situé au niveau -2.

Les installations le jour de l'inauguration
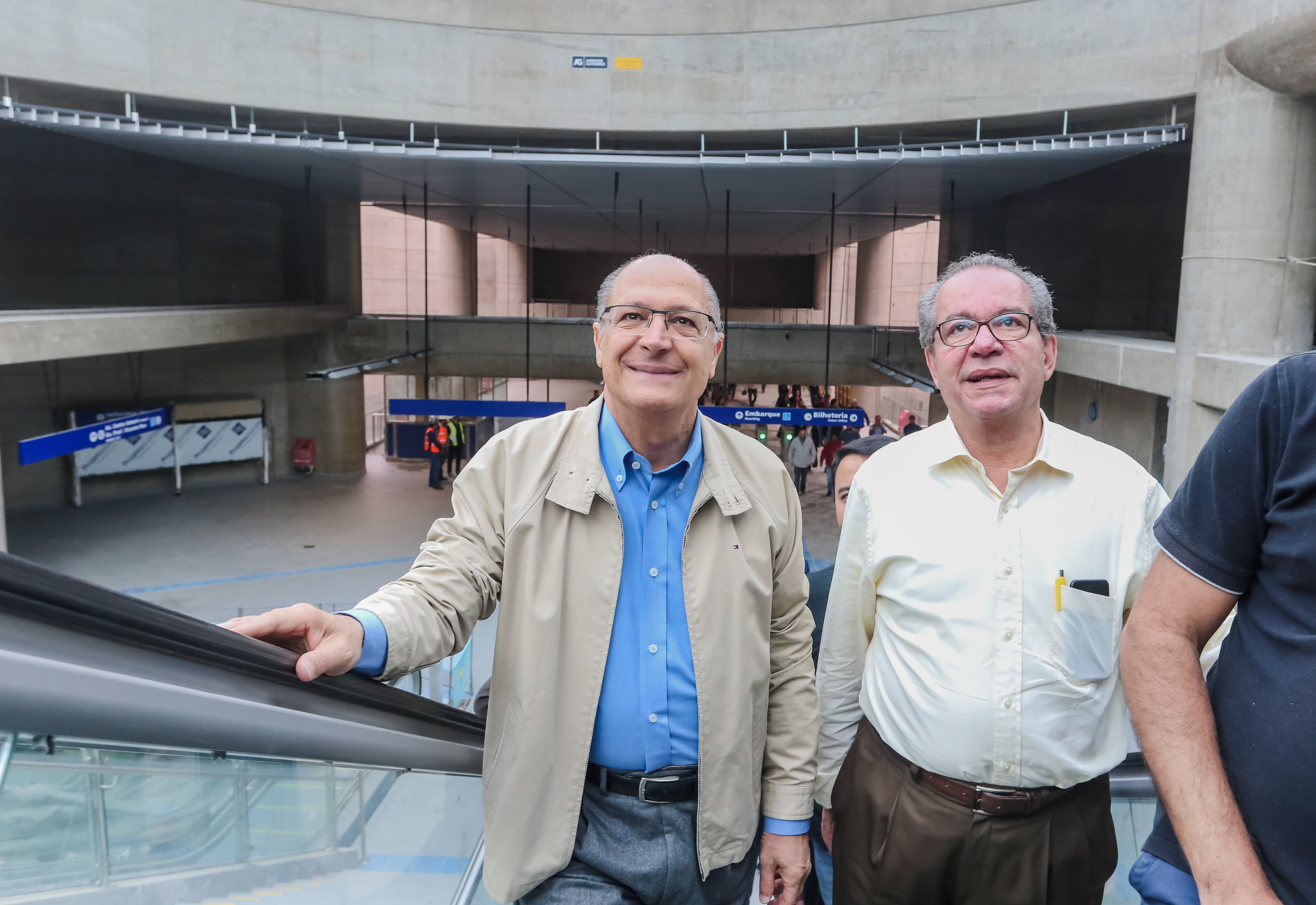
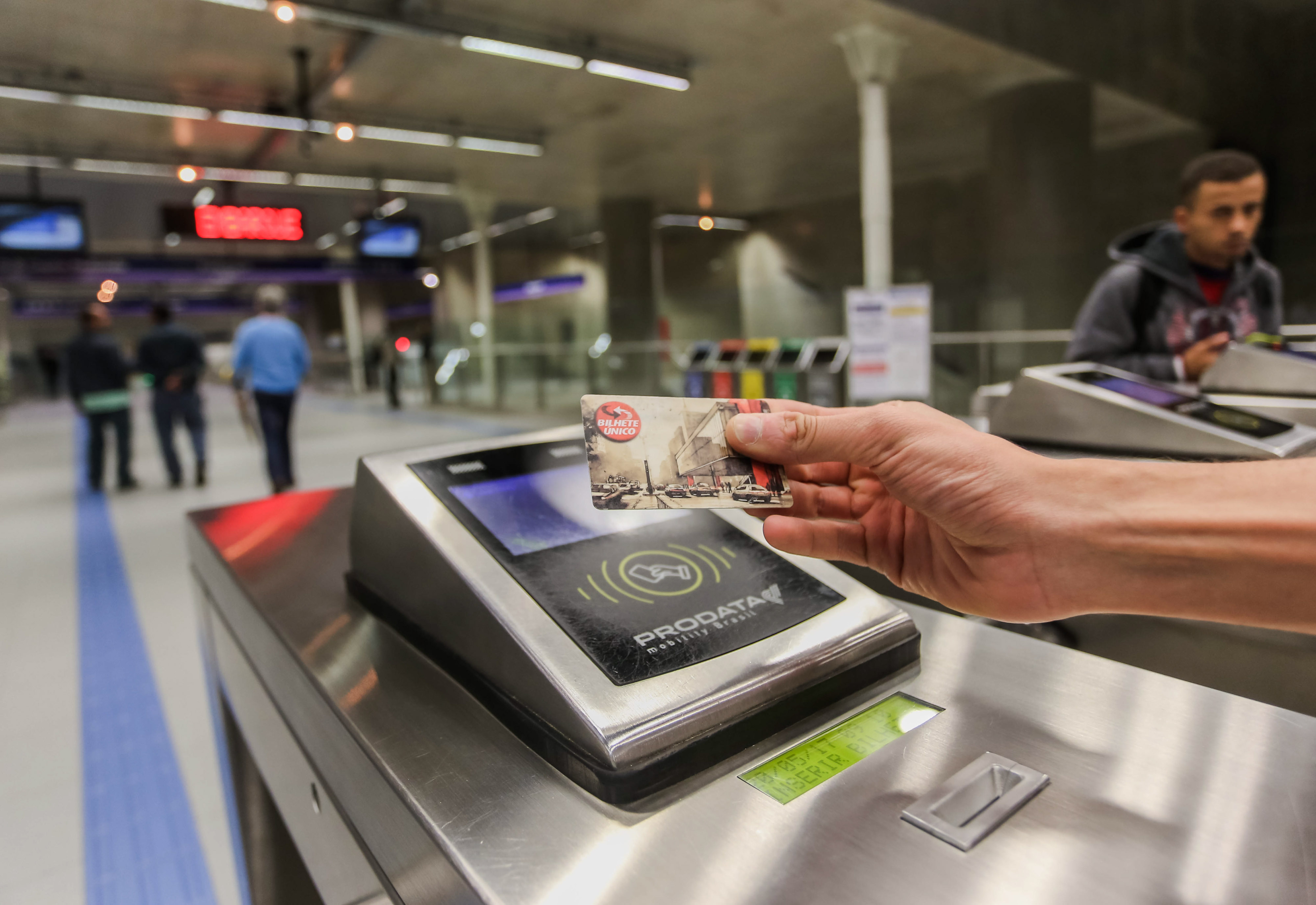
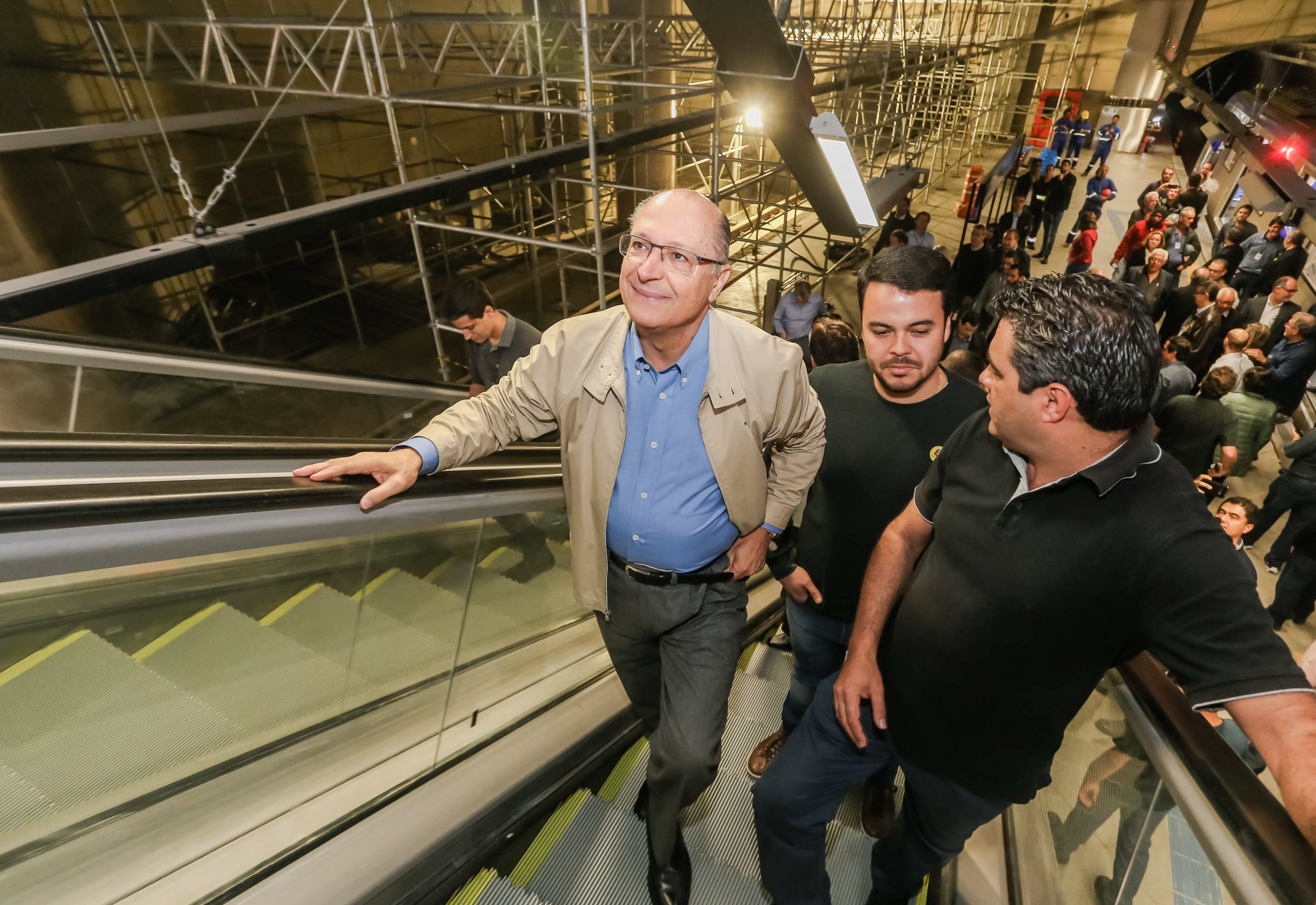

### Desserte
Brooklin est desservie, tous les jours de 4h40 à minuit, par les rames de la ligne 5 du métro de São Paulo.

### Intermodalité
Des arrêts de bus urbains sont situés à proximité.